# Periódico de trinchera

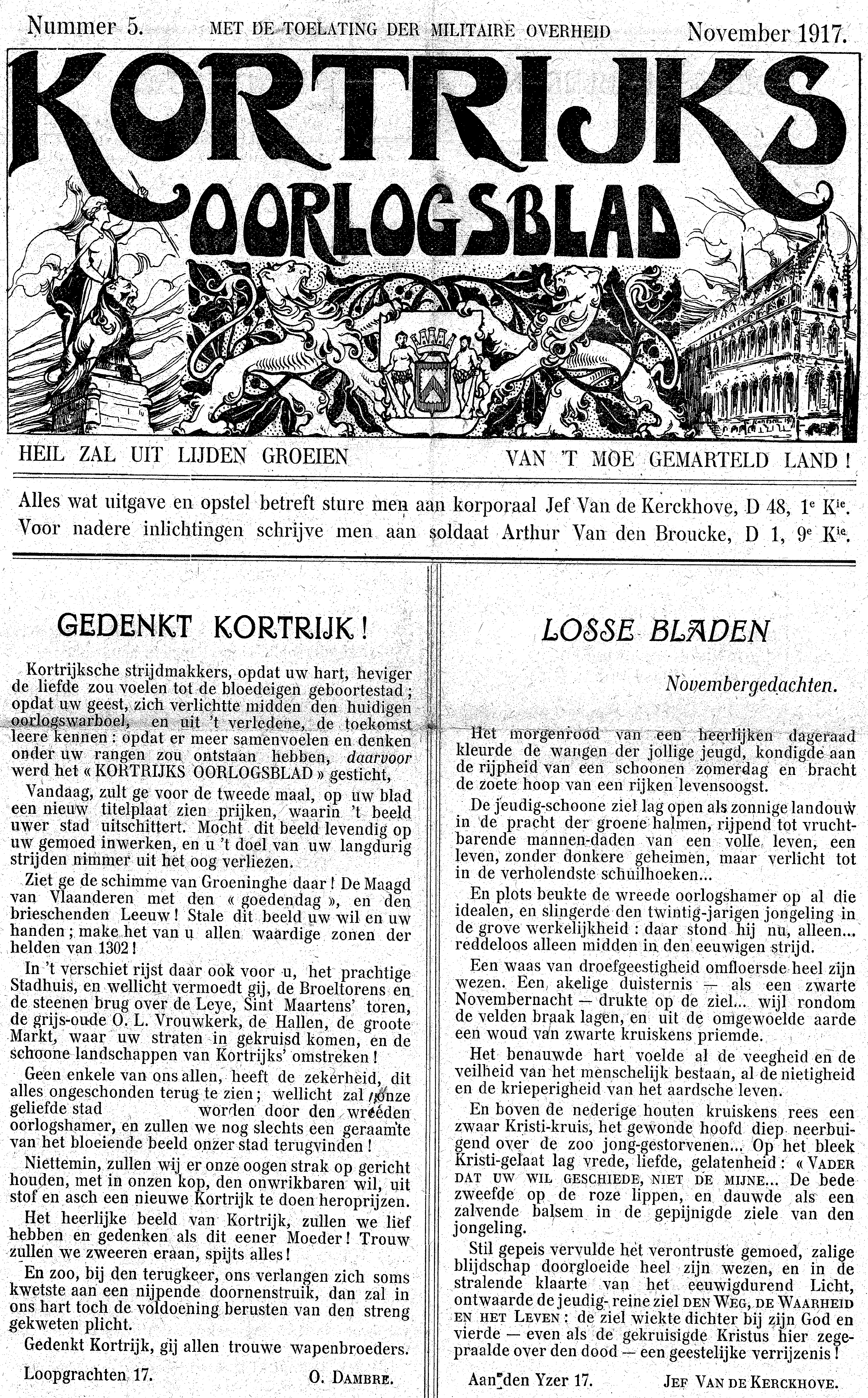
Ejemplo de un periódico de frente belga (El Kortrijks Oorlogsblad)

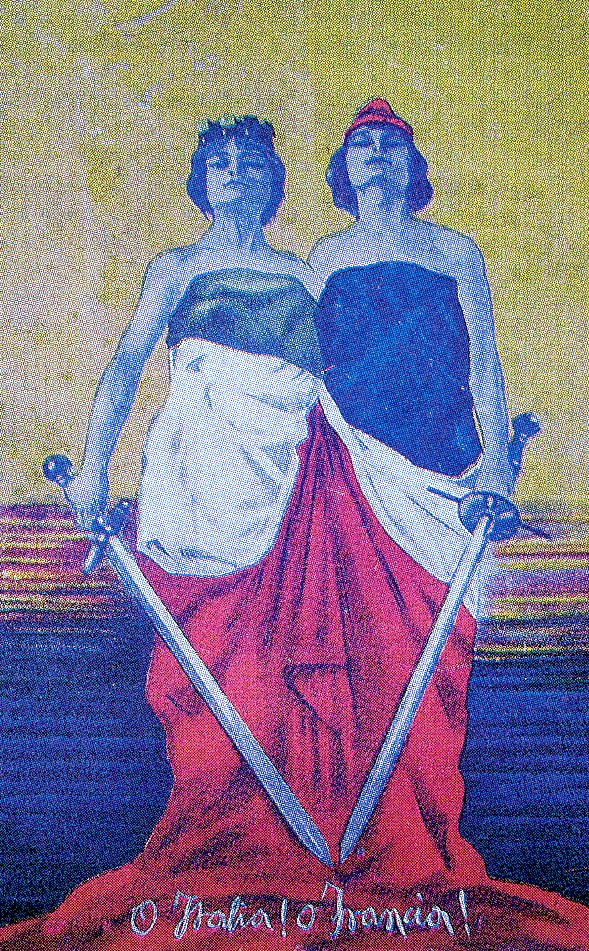
Manifiesto de propaganda para el quincenal italiano Bianco Rosso Verde

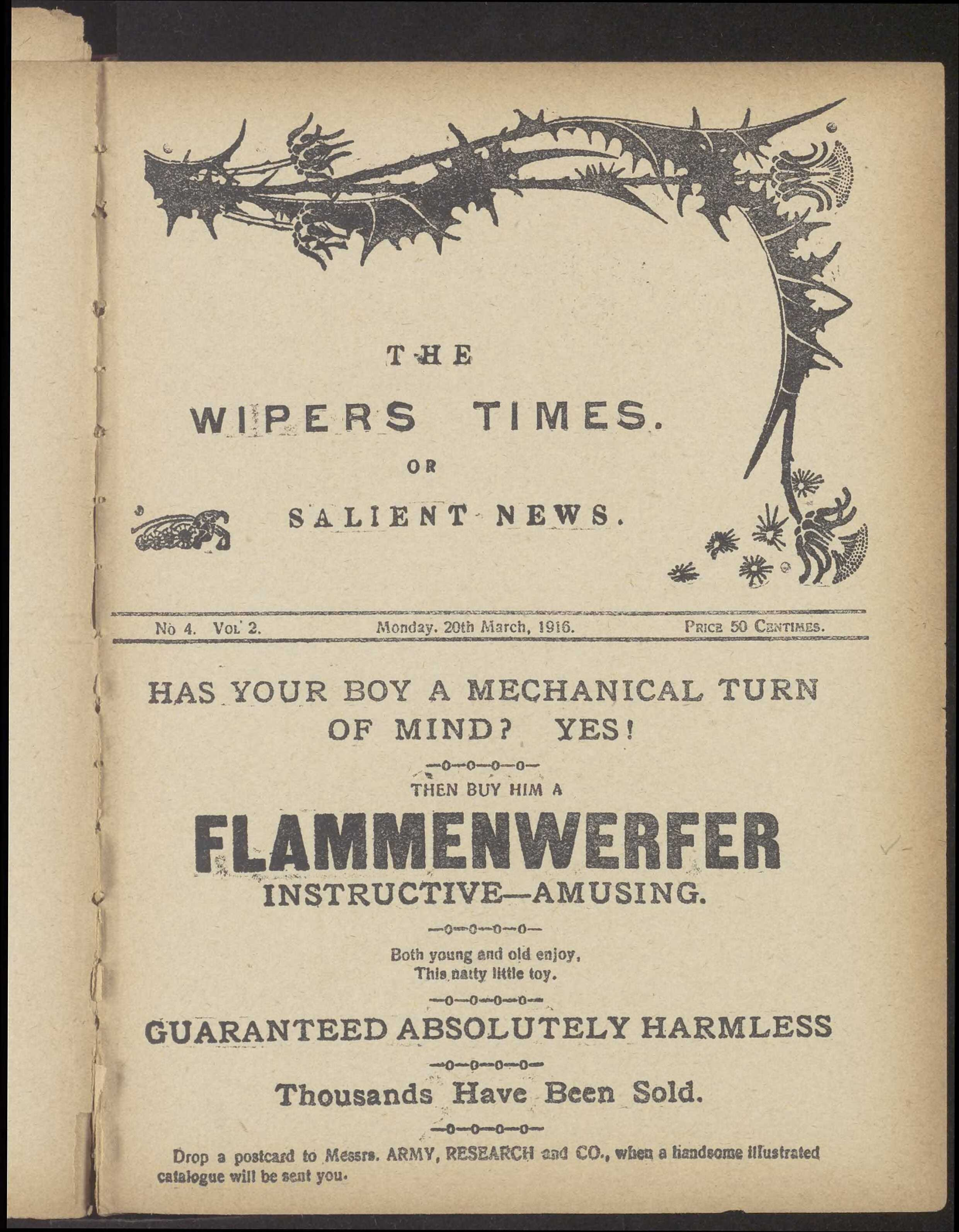
Usando el humor para afrontar circunstancias difíciles: el periódico de trinchera inglés The Wipers Times ofrece lanzallamas a la venta como juguetes.

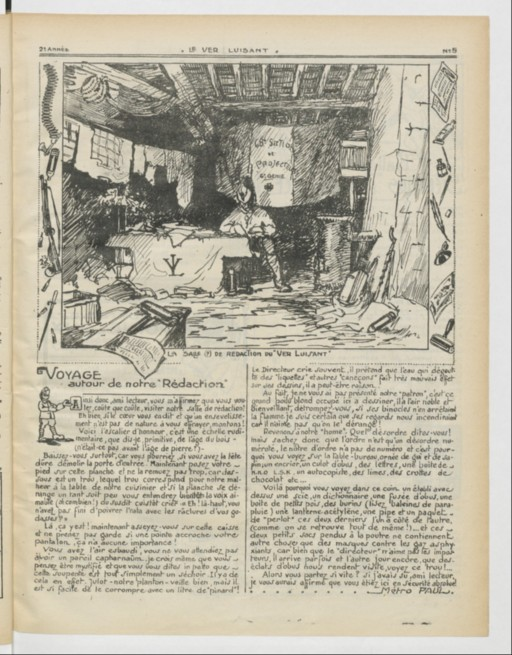
Una página del periódico de trinchera Le Ver luisant de enero de 1916.

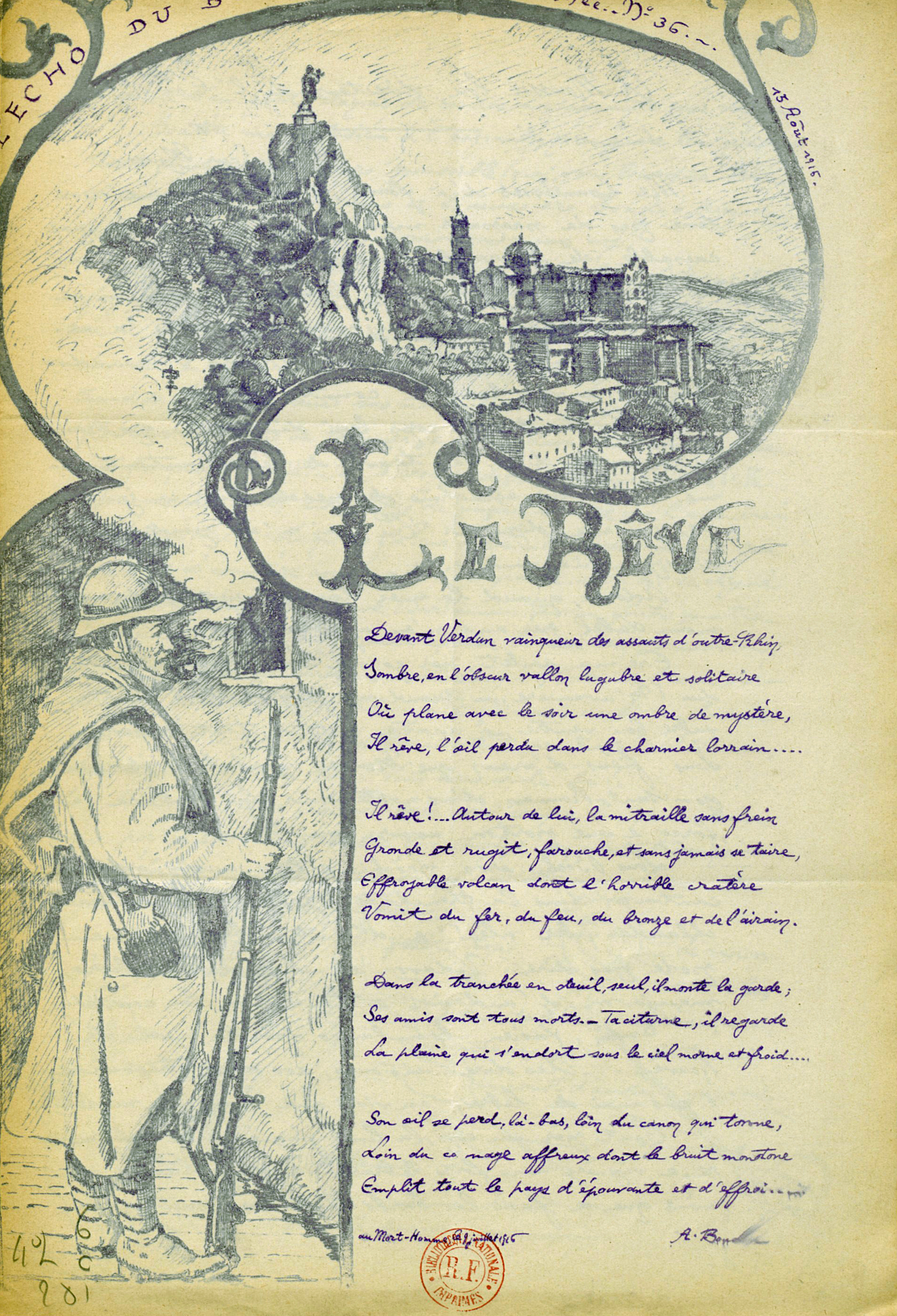
Écho du boqueteau número 36 (1916), publicado en francés y occitano, con un poema de Albert Boudon-Lashermes.

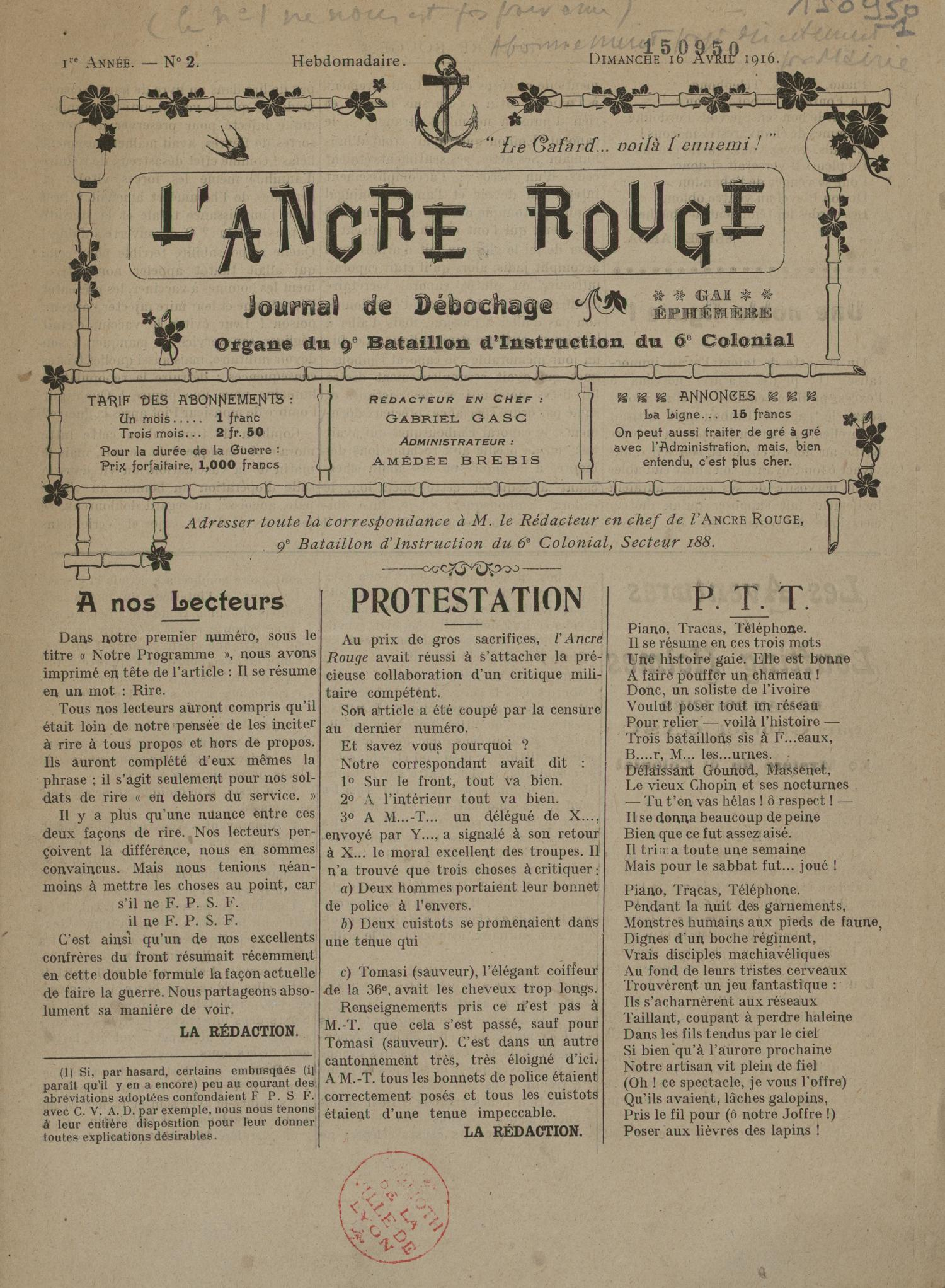
L'Ancre rouge, periódico de desembarco.

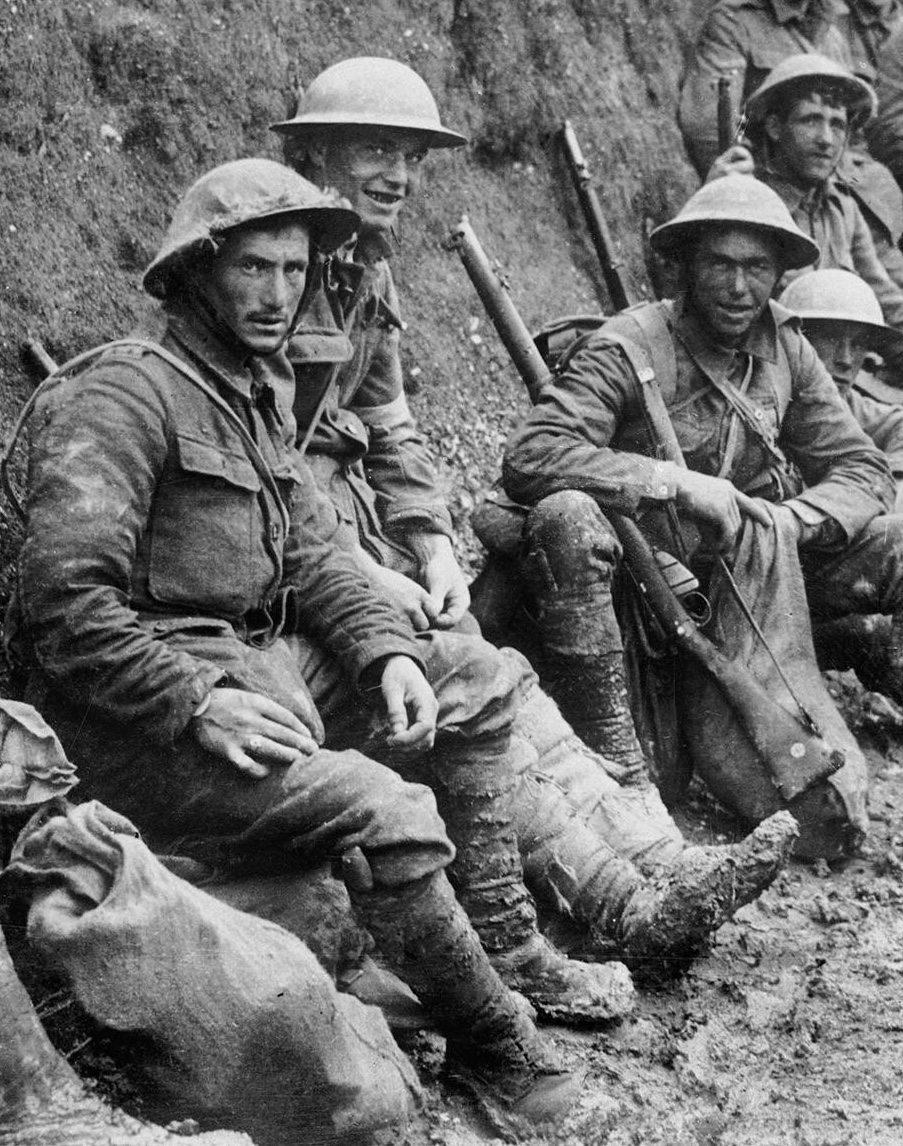
Soldados en una trinchera, principales destinatarios de estas publicaciones

Un periódico de trinchera o periódico del frente es un tipo de publicación periódica creada por y para soldados y oficiales durante la Primera Guerra Mundial, surgida inicialmente en el contexto de la guerra de trincheras tras el estancamiento del frente en 1914-1915. El término «periódico de frente» se asocia principalmente a las publicaciones belgas y flamencas, mientras que «periódico de trinchera» es de uso común para las italianas y francesas. Estas publicaciones servían para informar, entretener y mantener la moral de las tropas, diferenciándose de las producciones oficiales al ser elaboradas directamente en las primeras líneas o por civiles cercanos al frente. Su diversidad fue amplia, abarcando desde periódicos de heridos y prisioneros hasta publicaciones de unidades en frentes como Oriente o Italia, así como de marineros, aviadores y artilleros. Fueron característicos de los ejércitos aliados (Francia, Reino Unido, Bélgica e Italia), mientras que en los Imperios Centrales se desarrolló una «prensa del frente» más institucional, impulsada por los estados mayores alemanes y austriacos.

## Orígenes y desarrollo histórico

### Contexto general
Los primeros periódicos de frente surgieron en 1915, aunque algunos precedentes aparecieron en 1914 tras la estabilización del frente. Inicialmente creados por particulares más que por instituciones oficiales, el primer ejemplo conocido se publicó en enero de 1915 para soldados franceses. En Bélgica, tras la Batalla del Yser y el estancamiento del frente, soldados y capellanes comenzaron a recopilar noticias locales, dando origen a publicaciones como «’t Gazetje van Tongerloo» en febrero de 1915. En Italia, el fenómeno se intensificó tras la Batalla de Caporetto (1917), con la creación del Servicio P en 1918, un organismo militar dedicado a la propaganda y apoyo moral. La circular N. 2293/S.I. de marzo de 1918 oficializó estos periódicos, permitiendo su distribución masiva.  
El debate sobre el término «periódico de trinchera» surgió desde su creación. Artículos como los de Le Ver luisant (1916) describían condiciones precarias: redacciones en «agujeros» bajo fuego enemigo, con equipos básicos como tinteros y máquinas mimeógrafo. A pesar de esto, proliferaron en el frente francés, con títulos como Le Petit Colonial o L’Écho des marmites. Según investigaciones, hubo al menos 474 periódicos, aunque muchos se perdieron por los avatares de la guerra.

### Objetivos y funciones
Estas publicaciones buscaban:  
- Conectar a soldados con sus comunidades de origen, especialmente crítico para los belgas aislados de su país ocupado.
- Brindar información sobre la vida en el frente y territorios ocupados.
- Ofrecer entretenimiento mediante sátira, humor y formatos literarios como sonetos y parodias.
- Reforzar la propaganda patriótica, especialmente en fases avanzadas de la guerra para contrarrestar el derrotismo.

## Características y contenido

### Temáticas comunes
- Vida cotidiana en el frente: Relatos sobre las condiciones de vida, experiencias, camaradería y problemas como los piojos.
- Situación en territorios ocupados: Especialmente relevante en periódicos belgas como los de Flandes Occidental.
- Humor y sátira: Viñetas, artículos y ofertas ficticias (como lanzallamas como juguetes en The Wipers Times) para aliviar la tensión, aunque siempre dentro de límites tolerados por las autoridades.
- Nostalgia y crítica social: Evocación de las regiones de origen y críticas veladas a la prensa civil, acusada de «lavado de cerebro».[5]
- Propaganda: En Italia, tras 1917, se enfatizaron consignas patrióticas mediante colaboraciones de intelectuales y artistas.

### Redactores y audiencia
Los redactores eran principalmente soldados rasos, suboficiales y oficiales subalternos, muchos con formación burguesa urbana: artistas, periodistas, abogados y profesores. Evitaban describir combates directamente, centrándose en aspectos cotidianos y resistiendo la censura mediante el humor absurdo.  

## Producción, distribución y conservación
Inicialmente, muchos eran manuscritos o impresos rudimentariamente en el frente con tiradas limitadas. Las tropas francesas usaban goma para copiar ejemplares, mientras que otros recurrían a imprentas móviles o mimeógrafos. En Bélgica, la comunicación con la retaguardia era difícil, dependiendo de redes como la Alambrada de la Muerte para enviar noticias. En Italia, el Servicio P estandarizó la producción, alcanzando tiradas de hasta 42,000 ejemplares (como La Tradotta).  
La conservación fue desigual: los primeros números (1914-1915) y los manuscritos se perdieron más, mientras que los impresos en retaguardia con depósito legal subsistieron mejor. Hoy, colecciones destacadas se encuentran en La Contemporaine, la BnF y la Biblioteca de Lyon, con proyectos como Orages de papier 1914-1918 digitalizando más de 150 periódicos.

## Periódicos por región

### Bélgica
- Primeras publicaciones: Destacan «’t Gazetje van Tongerloo» (1915) de Jaak Leyssen y el primer periódico valón en septiembre de 1915.
- Contenido local: En Flandes Occidental, se enfocaban en la ocupación alemana y la vida comunitaria, evitando temas internacionales.

### Italia
- Unidades y colaboradores: Publicaciones como La Ghirba (dirigida por Ardengo Soffici) y La Tradotta contaron con colaboraciones de intelectuales como Giuseppe Ungaretti, Curzio Malaparte y artistas como Giorgio De Chirico.
- Estructura militar: Las Oficinas I.T.O. de ejército supervisaban la distribución, integrando contenidos aprobados por el Alto Mando.

| Principales periódicos de trinchera italianos |                            |                                    |                              |
| Publicación                                   | Unidad                     | Colaboradores destacados           | Notas                        |
| La Tradotta                                   | 3.ª Armada                 | Arnaldo Fraccaroli, Antonio Rubino | Tirada: 42,000 ejemplares    |
| La Ghirba                                     | 5.ª Armada                 | Giorgio De Chirico, Carlo Carrà    | Dirigida por Ardengo Soffici |
| Sempre Avanti                                 | II Cuerpo de ejército      | Giuseppe Ungaretti                 | Activa en el frente francés  |
| Il Montello                                   | Infantería del Medio Piave | Mario Sironi                       | Quincenal, fundado en 1918   |
| Bianco Rosso Verde                            |                            |                                    | Quincenal de propaganda      |

### Francia y Reino Unido
- Ejemplos notables: Le Ver luisant (1916), The Wipers Times (1916) con humor británico satírico, y L’Écho des marmites.
- Diversidad lingüística: Algunos, como Écho du boqueteau, se publicaban en francés y occitano.

## Coleccionismo y legado
Estas publicaciones son hoy objetos de colección, valorados por su contenido histórico y artístico. En Italia, ejemplares con ilustraciones de artistas futuristas o escritos de vanguardia son particularmente cotizados. Su estudio ofrece una perspectiva única de la vida militar y la psicología de las tropas durante la guerra. Proyectos de digitalización como los del Centro APICE (Universidad de Milán) y Gallica han facilitado el acceso a este patrimonio.  